# Episodi di Cheyenne (settima stagione)
La settima stagione della serie televisiva Cheyenne è andata in onda negli Stati Uniti dal 24 settembre 1962 al 17 dicembre 1962 sulla ABC.
| nº | Titolo originale                        | Prima TV USA      | Titolo italiano | Prima TV Italia |
| -- | --------------------------------------- | ----------------- | --------------- | --------------- |
| 1  | The Durango Brothers                    | 24 settembre 1962 |                 |                 |
| 2  | Satonka                                 | 1º ottobre 1962   |                 |                 |
| 3  | Sweet Sam                               | 8 ottobre 1962    |                 |                 |
| 4  | Man Alone                               | 15 ottobre 1962   |                 |                 |
| 5  | The Quick and the Deadly                | 22 novembre 1962  |                 |                 |
| 6  | Indian Gold                             | 29 ottobre 1962   |                 |                 |
| 7  | Dark Decision                           | 5 novembre 1962   |                 |                 |
| 8  | Pocketful of Stars                      | 12 novembre 1962  |                 |                 |
| 9  | The Vanishing Breed                     | 19 novembre 1962  |                 |                 |
| 10 | Vengeance Is Mine                       | 26 novembre 1962  |                 |                 |
| 11 | Johnny Brassbuttons                     | 3 dicembre 1962   |                 |                 |
| 12 | Wanted for the Murder of Cheyenne Bodie | 10 dicembre 1962  |                 |                 |
| 13 | Showdown at Oxbend                      | 17 dicembre 1962  |                 |                 |

## The Durango Brothers
- Prima televisiva: 24 settembre 1962

### Trama
- Guest star: Sally Kellerman (Lottie Durango), Jack Elam (Calhoun Durango), Ellen Corby (Hortense Durango), Mickey Simpson (Homer Durango), Charlie Briggs (Obed Durango), Warren Douglas (Ronald Gardner), Phil Arnold (barista), Chuck Hicks (Young Man), Alex Sharp (Calvin), Clyde Howdy (frequentatore bar)

## Satonka
- Prima televisiva: 1º ottobre 1962

### Trama
- Guest star: Susan Seaforth Hayes (Carol Dana), James Best (Ernie Riggins), Bill Zuckert (Ed Parker), Robert Nash (Toby), King Moody (Frank), Francis McDonald (Squaw Man), Harvey Stephens (dottor Clark Dana), Andrew Duggan (Mark Kendall), Fred Carson (Satonka)

## Sweet Sam
- Prima televisiva: 8 ottobre 1962

### Trama
- Guest star: Ronnie Haran (Mary DeLieu), Roger Mobley (Billy), Denver Pyle (Cyrus Burton), Frank Ferguson (Elihu 'Eli' Zachary), Joseph Gallison (Drifter), Brad Weston (Nestor Widlow), Richard Reeves (Jingles Clark), Clyde Howdy (Mr. Charles Simon), Dan Sheridan (Tony aka Shorty), Greg Benedict (Deputy 'Smitty' Smith), Jackson Halliday (Pastor Morgan), Ralph Neff (Hank DeLieu), Robert McQueeney (Sam Pridemore), Harry Strang (Mr. Dodd)

## Man Alone
- Prima televisiva: 15 ottobre 1962

### Trama
- Guest star: Kathy Bennett (Julie Burns), Carl Reindel (Terry 'Billy' Brown), Steve Brodie (Buck Brown), Sherwood Price (Jimmy Dugan), John Milford (Johnny Dugan), Robert Karnes (Matt Walsh), Sarah Selby (Sarah Brown), Oliver McGowan (Jed Belden), Lee Van Cleef (Harry), Fred Essler (Carl Turner), Don Beddoe (dottor Elwood Burns), Emile Avery (frequentatore bar), Fred Carson (frequentatore bar), Mike Lally (frequentatore bar), John Truax (Rawlins Bartender)

## The Quick and the Deadly
- Prima televisiva: 22 novembre 1962

### Trama
- Guest star: Jeanne Cooper (Mary 'Molly' Spencer), Chris Alcaide (Jud Ainley), John Litel (Mike Ainley), Ray Teal (sceriffo Matt Corbin), Frank Cady (Wayne), James Anderson (Sam Hall), I. Stanford Jolley (Deputy Ezra), William Mims (avvocato della difesa), Charles Irving (giudice), Michael Greene (Cobb), Mike Road (Gary Thomas), Terry Frost (Deputy Brady), John Harmon (Jake), Jack Hendricks (spettatore della corte), Clyde Howdy (cittadino), Marshall Reed (ufficiale pubblico), Max Wagner (spettatore della corte)

## Indian Gold
- Prima televisiva: 29 ottobre 1962

### Trama
- Guest star: Trevor Bardette (Charlie Feeney), Lane Bradford (O'Connell), Peter Breck (sceriffo Matt Kilgore), Lane Chandler (Bailey), Frank DeKova (War Cloud), Joe Higgins (Joe 'Dutch'), Clyde Howdy (Smith), Norman Leavitt (Pete), Arlene Martel (Little Fawn), George Petrie (Doc Farnsworth), H. M. Wynant (White Crow), Mike Lally (cittadino), Cap Somers (cittadino)

## Dark Decision
- Prima televisiva: 5 novembre 1962

### Trama
- Guest star: Peter Breck (Tony Chance), Diane Brewster (Constance Mason), Robert Brubaker (Matt Silvers), James Griffith (Joe), Barry Kelley (Nathan Alston), Gregg Palmer (Nick), John Pickard (Ben Cask), Amanda Randolph (Cleo), George Vest (Dealer), Fred Carson (Bouncer), Bill Coontz (frequentatore bar), Mike Lally (frequentatore bar)

## Pocketful of Stars
- Prima televisiva: 12 novembre 1962

### Trama
- Guest star: Robert Anderson (John Bishop), Marshall Bradford (dottore), Peter Brown (Ross Andrews), Frank DeKova (Red Knife), Robert Foulk (Tom Fanshaw), Weaver Levy (Wang), Lisa Lu (Mei Ling), Nelson Olmsted (Jim Melville), H.T. Tsiang (Yup Soong), Fred Carson (Fanshaw Henchman), James Dime (frequentatore bar), Boyd 'Red' Morgan (attaccabrighe), Robert Robinson (frequentatore bar), Jack Tornek (frequentatore bar), Sailor Vincent (frequentatore bar)

## The Vanishing Breed
- Prima televisiva: 19 novembre 1962

### Trama
- Guest star: Roy Roberts (Sen. John Tom Matson), Vaughn Taylor (giudice Kinkaid), Regis Toomey (Pat Evans), Pat Woodell (Gail Evans), Harry Lauter (Walt Taylor), Paul Mantee (Johnny Crow), Robert Carson (Sen. Cleaver), Marshall Reed (Ab Carter), Lane Chandler (Sen. Maple), Benny Baker (Doc Johnson), Emile Avery (conducente della diligenza), Fred Carson (Taylor's Hired Gun), Sam Flint (Elderly Senator in Saloon), Kenner G. Kemp (Senate Gallery Spectator), Forbes Murray (senatore on First Level), Jeffrey Sayre (Senate Gallery Spectator), Bert Stevens (senatore on First Level), Arthur Tovey (Senate Gallery Spectator), Sailor Vincent (frequentatore bar)

## Vengeance Is Mine
- Prima televisiva: 26 novembre 1962

### Trama
- Guest star: Murray Alper (Mike), Roberto Contreras (Constanza), George Gaynes (Rod Delaplane), Leo Gordon (Dan Gibson), Denver Pyle (John Hanson), Jean Willes (Meg Stevens), Van Williams (Ray Masters)

## Johnny Brassbuttons
- Prima televisiva: 3 dicembre 1962

### Trama
- Guest star: Philip Carey (Marshal Frank Nolan), Booth Colman (colonnello Travers), Adrienne Marden (Miss Bolton), Michael Pate (Chief Chato), Yale Summers (tenente Jackson), Nola Thorp (Nancy Moore), Victoria Vetri (White Bird), Adam Williams (Jeb Quinn), Tony Young (Johnny Brassbuttons), Fred Carson (Indian)

## Wanted for the Murder of Cheyenne Bodie
- Prima televisiva: 10 dicembre 1962

### Trama
- Guest star: Ruta Lee (Lenore Walton), Dick Foran (sceriffo Bigelow), Robert Knapp (Federal Marshal / Deputy Rankin), Richard Webb (Bill Walton), Gregg Palmer (Hal Walton), Brad Weston (Lar Walton), David Brandon (Pete Walton), Pierce Lyden (Marshal Holland), Clyde Howdy (Marshal Masters), Murray Alper (Creech), Michael Keep (Conlin), Fred Carson (Walton Gangmember), Charles Fredericks (barista), Pete Kellett (Deputy), Benny Rubin (impiegato dell'hotel), Harry Strang (passeggero diligenza)

## Showdown at Oxbend
- Prima televisiva: 17 dicembre 1962

### Trama
- Guest star: Greg Benedict (Hub Clayton), Kathy Bennett (Callie Wilkens), Jim Boles (Perly Wilkens), Joan Caulfield (Darcy Clay), Andrew Duggan (Ed Foster), James Griffith (Milt Krebs), Ralph Neff (Ray), Gene Roth (Amos Treadwell), K.L. Smith (scagnozzo), James Stacy (Luther James), Ray Teal (sceriffo Ben Jethro), James Waters (barista)